# Johann Christian Ernst Müller

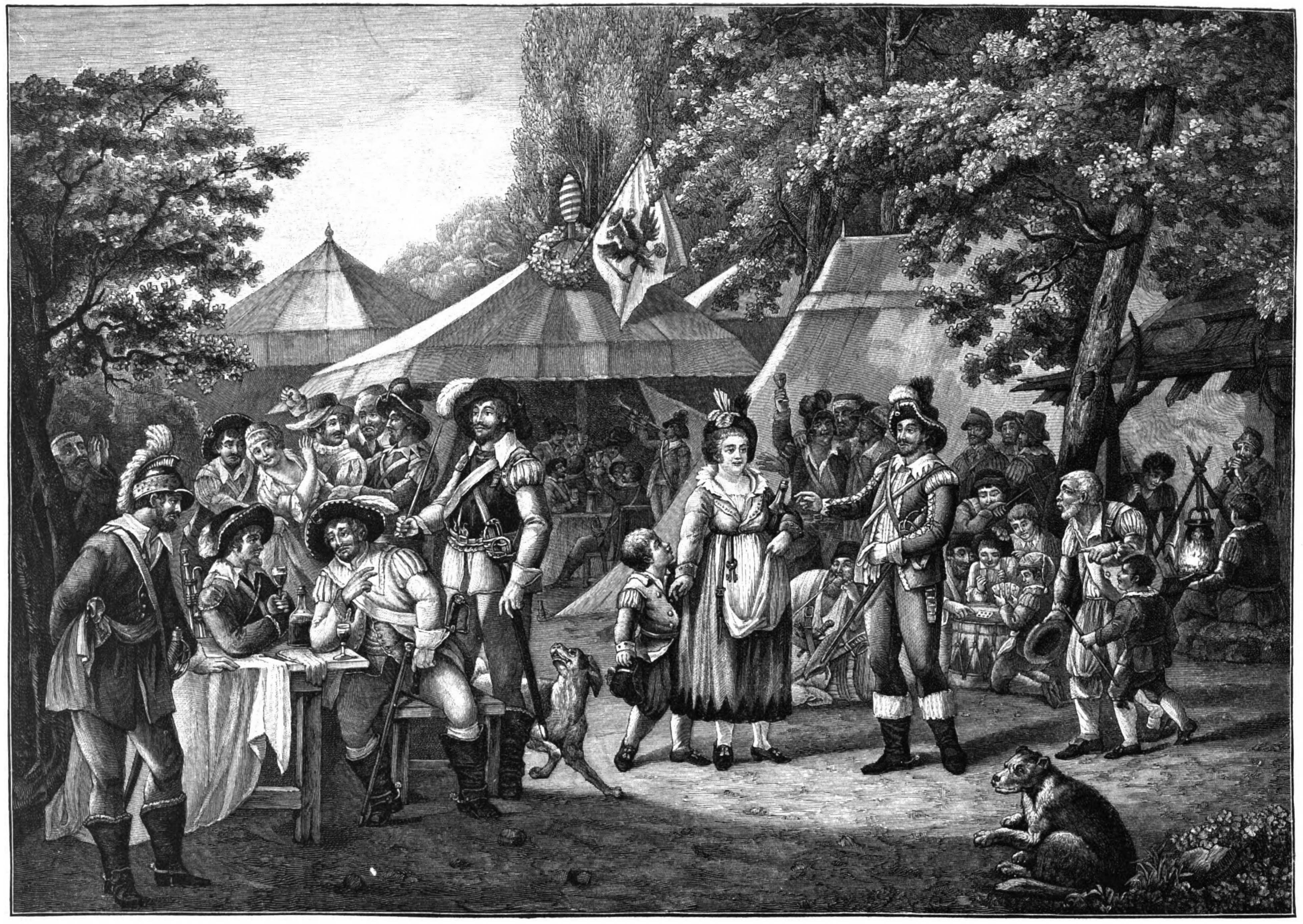
Wallensteins Lager, gezeichnet von Georg Melchior Kraus, gestochen von Johann Christian Ernst Müller, in: Die Gartenlaube (1898)

Johann Christian Ernst Müller (* 1766 in Troistedt; † 1826 in Weimar) war ein deutscher Zeichner und Kupferstecher und Lithograph.
Er war seit 1788 Lehrer am Weimarer Zeicheninstitut und wurde von Goethe gefördert. Seit 1820 war der dort Professor und Kustos der Bildersammlung. Auch sein Sohn Franz Heinrich Müller (1793–1866) 1824 Lehrer an diesem Institut, ab 1829 in Eisenach. Einer seiner Schüler war Ernst Welker, der ebenfalls an diesem Institut lehrte.
Von ihm gibt es zahlreiche gestochene Porträts von Persönlichkeiten, die von anderen Zeichnern geschaffen wurden. Dazu zählen u. a. eines zu Johann Joachim Winckelmann von Gottfried Maron, mehrere zu Goethe selbst u. a. von Ferdinand Jagemann aus dem Jahr 1817, der große Verbreitung fand. Dieses Porträt wiederum war Gegenstand eines Tagebucheintrages des Kaufmanns Wilhelm Christoph Leonhard Gerhard vom 7. Juli 1818. Es ist von Konrad Horny, der ebenfalls am Weimarer Zeicheninstitut lehrte, eine Zeichnung der berühmten Laokoon-Gruppe überliefert, die von Müller gestochen wurde. Wallensteins Lager, gezeichnet von Georg Melchior Kraus aus der Trilogie Wallenstein von Friedrich Schiller wurde 1809 ebenfalls von ihm gestochen. Im Werkverzeichnis zu Georg Melchior Kraus stehen einige Werke von Kraus, die von Müller gestochen wurden. Dieses wiederum lässt auf eine langjährige Zusammenarbeit von beiden schließen. Abgesehen davon stach er viele Platten für das Journal des Luxus und der Moden.